# Tashkent Open 2014
Tashkent Open 2014 - тенісний турнір, що проходив на відкритих кортах з твердим покриттям. Належав до категорії International у рамках Туру WTA 2014. Це був 16-й за ліком Tashkent Open. Відбувся в Ташкенті (Узбекистан). Тривав з 8 до 13 вересня 2014 року.

## Очки і призові

### Нарахування очок
| Дисципліна       | П   | Ф   | ПФ  | ЧФ | 1/8 | 1/16 | Q   | Q2  | Q1  |
| Одиночний розряд | 280 | 180 | 110 | 60 | 30  | 1    | 18  | 12  | 1   |
| Парний розряд    | 280 | 180 | 110 | 60 | 1   | Н/Д  | Н/Д | Н/Д | Н/Д |

### Призові гроші
| Дисципліна       | П       | Ф       | ПФ      | ЧФ     | 1/8    | 1/161  | Q2     | Q1   |
| Одиночний розряд | $43,000 | $21,400 | $11,500 | $6,200 | $3,420 | $2,220 | $1,285 | $750 |
| Парний розряд *  | $12,300 | $6,400  | $3,435  | $1,820 | $960   | Н/Д    | Н/Д    | Н/Д  |

1 Кваліфаєри отримують і призові гроші 1/16 фіналу

* на пару

## Учасниці основної сітки в одиночному розряді
| Країна     | Гравчиня           | Рейтинг1 | Сіяна |
| ---------- | ------------------ | -------- | ----- |
| Сербія     | Бояна Йовановські  | 36       | 1     |
| Румунія    | Ірина-Камелія Бегу | 61       | 2     |
| Італія     | Карін Кнапп        | 71       | 3     |
| Іспанія    | Лара Арруабаррена  | 75       | 4     |
| Хорватія   | Донна Векич        | 79       | 5     |
| Японія     | Місакі Дой         | 90       | 6     |
| Німеччина  | Анна-Лена Фрідзам  | 100      | 7     |
| Чорногорія | Данка Ковінич      | 106      | 8     |

- 1 Рейтинг подано станом на 25 серпня 2014

### Інші учасниці
Нижче наведено учасниць, які отримали вайлдкард на участь в основній сітці:
- Нігіна Абдураїмова
- Акгуль Аманмурадова
- Олена Остапенко

Нижче наведено гравчинь, які пробились в основну сітку через стадію кваліфікації:
- Маргарита Гаспарян
- Людмила Кіченок
- Леся Цуренко
- Марина Заневська

Гравчиня, що потрапила в основну сітку завдяки захищеному рейтингові:
- Катерина Бондаренко

### Знялись з турніру
До початку турніру
- Стефані Фегеле → її замінила  Катерина Козлова

## Учасниці основної сітки в парному розряді

### Сіяні
| Країна   | Гравчиня        | Країна  | Гравчиня            | Рейтинг1 | Сіяна |
| -------- | --------------- | ------- | ------------------- | -------- | ----- |
| Хорватія | Дарія Юрак      | США     | Меган Мултон-Леві   | 115      | 1     |
| Японія   | Місакі Дой      | Грузія  | Оксана Калашникова  | 168      | 2     |
| Україна  | Людмила Кіченок | Україна | Надія Кіченок       | 182      | 3     |
| Білорусь | Ольга Говорцова | Польща  | Клаудія Янс-Ігначик | 184      | 4     |

- 1 Рейтинг подано станом на 25 серпня 2014

### Інші учасниці
Нижче наведено пари, які отримали вайлдкард на участь в основній сітці:
- Влада Єкшибарова /  Аріна Фолц
- Йована Якшич /  Сабіна Шаріпова

## Переможниці

### Одиночний розряд
- Карін Кнапп —  Бояна Йовановські, 6–2, 7–6(7–4)

### Парний розряд
- Александра Крунич /  Катерина Сінякова —  Маргарита Гаспарян /  Олександра Панова, 6–2, 6–1